# Maulisia argipalla
Maulisia argipalla is een straalvinnige vissensoort uit de familie van glaskopvissen (Platytroctidae). De wetenschappelijke naam van de soort is voor het eerst geldig gepubliceerd in 1979 door Matsui & Rosenblatt.